# Mexcalcingo
Mexcalcingo es una localidad del estado mexicano de Guerrero. Es parte del municipio de Chilapa de Álvarez.

## Toponimia
El nombre «Mexcalcingo» proviene de los términos en náhuatl: mezcalli, mezcal; tzin, diminutivo; co, locativo. Su significado es «en el mezcalito».

## Demografía
| Gráfica de evolución demográfica |
|                                  |

| Censo | Población |
| ----- | --------- |
| 1921  | 380       |
| 1930  | 464       |
| 1940  | 355       |
| 1950  | 375       |
| 1960  | 600       |
| 1970  | 1 389     |
| 1980  | 642       |
| 1990  | 732       |
| 2000  | 999       |
| 2010  | 920       |
| 2020  | 1 821     |